# Прежигал
Прежигал (словен. Prežigal) — поселення в общині Словенське Коніце, Савинський регіон, Словенія. Висота над рівнем моря: 296,1 м.